# 江戸通雅
江戸 通雅（えど みちまさ）は、室町時代後期から戦国時代にかけての武将。常陸江戸氏5代当主。常陸国水戸城主。 

## 出自
常陸江戸氏は常陸の国人。藤原北家魚名流とされる藤原秀郷の後裔・川野辺氏の支流である那珂氏の傍流。

## 略歴
寛正4年（1463年）、誕生。父は江戸通房または江戸通秀あるいは江戸通長ともされる。文明18年（1486年）、大山義成と共に徳宿城主・徳宿三郎を滅ぼした。
延徳2年（1490年）、山入の乱で山入義藤に呼応し水戸城周辺から那珂川にかけての佐竹氏の所領を奪うも、明応元年（1492年）に義藤が死ぬと岩城氏の仲介で佐竹義舜と和睦、那珂川周辺の所領を義舜に返還した。翌明応3年（1494年）、父または兄である通長が没したため、家督を継いだ。
以後、佐竹義舜に従属して永正元年（1504年）、義舜と共に山入氏義を攻め滅ぼした。永正7年（1510年）12月2日、義舜から「一家同位」の家格を認められたが、直後の12月20日に死去。享年49。